# Guillermo Riveros
Guillermo Riveros Conejeros (1902. február 10. – 1959. október 8.), chilei válogatott labdarúgó.
A chilei válogatott tagjaként részt vett az 1928. évi nyári olimpiai játékokon, az 1930-as világbajnokságon illetve az 1935-ös, az 1937-es és az 1939-es Dél-amerikai bajnokságon.

## Külső hivatkozások
- Guillermo Riveros a FIFA.com honlapján Archiválva 2015. február 6-i dátummal a Wayback Machine-ben

1. 1 2  Olympedia (angol nyelven), 2006